# Ošljane
Ošljane (cyr. Ошљане) – wieś w Serbii, w okręgu zajeczarskim, w gminie Knjaževac. W 2011 roku liczyła 156 mieszkańców.